# Jan Caspari
Jan Caspari – ślusarz, członek loży wolnomularskiej Göttin von Eleusis w 1787 roku.